# Цвет лиловый
«Цвет лиловый» (англ. The Color Purple) — американский музыкально-драматический фильм Блитца Базавуле по одноименному роману американской писательницы Элис Уокер. Главные роли сыграли Хэлли Бейли, Фантазия Баррино и Колман Доминго. В конце мая 2023 года был опубликован трейлер. В широкий прокат фильм вышел 27 октября 2023 года. Даниэль Брукс была номинирована на премию «Оскар» за лучшую женскую роль второго плана.

## Сюжет
Фильм рассказывает о проживающей на юге США афроамериканке и её борьбе на протяжении всей своей жизни.

## В ролях
| Актёр                | Роль                             |
| -------------------- | -------------------------------- |
| Фантазия Баррино     | Сели Харрис-Джонсон              |
| Филисия Перл Мпаси   | Сели Харрис-Джонсон (в юности)   |
| Хэлли Бейли          | Нетти Харрис                     |
| Сиара                | Нетти Харрис (в зрелом возрасте) |
| Даниэль Брукс        | София                            |
| Онжаню Эллис         | мама                             |
| Тараджи Пи Хенсон    | Шуг Эйвери                       |
| Колман Доминго       | Альберт (Мистер) Джонсон         |
| H.E.R.               | Мэри (Сквик) Агнес               |
| Элизабет Марвел      | мисс Милли                       |
| Дэвид Алан Грир      | преподобный Сэмюэл Эйвери        |
| Кори Хокинс          | Гарпо                            |
| Луис Госсетт-младший | мистер Джонсон                   |